# Wincenty Dziegieć

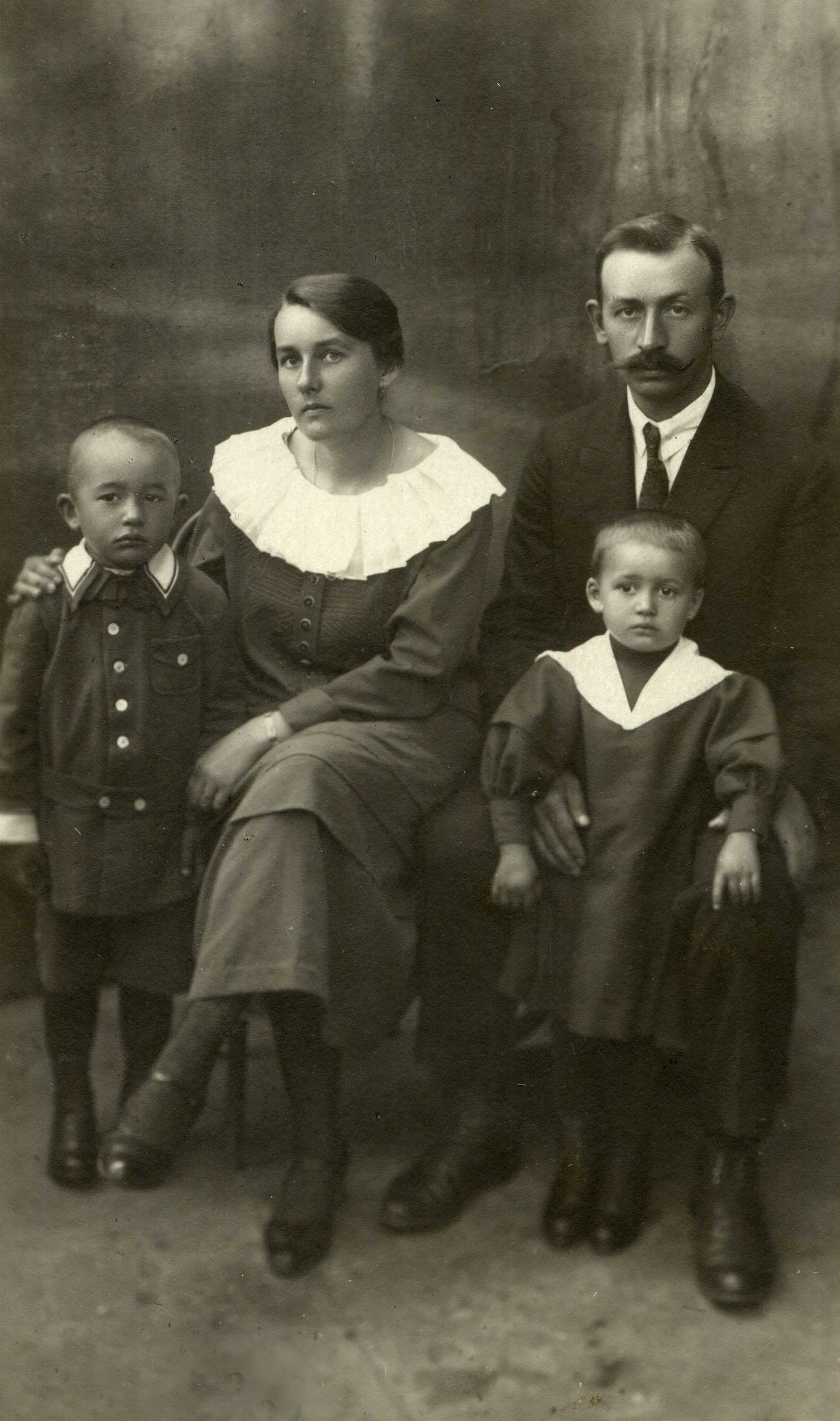
Wincenty Dziegieć z żoną Stanisławą oraz z dziećmi: Jerzym oraz Marią Ewą, 19 sierpnia 1926

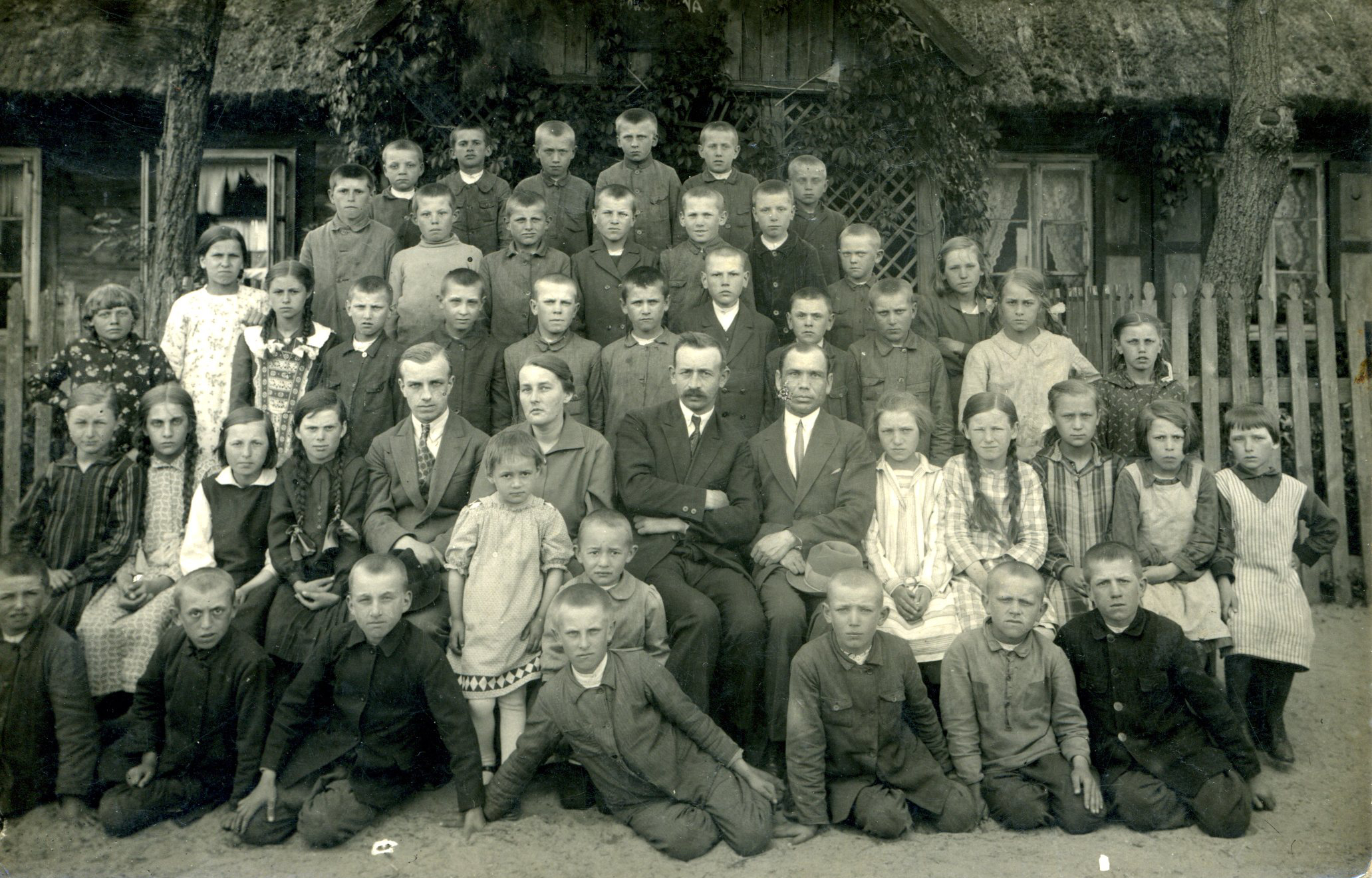
Wincenty Dziegieć z żoną Stanisławą, przed Szkołą w Siemkowicach ok. 1936

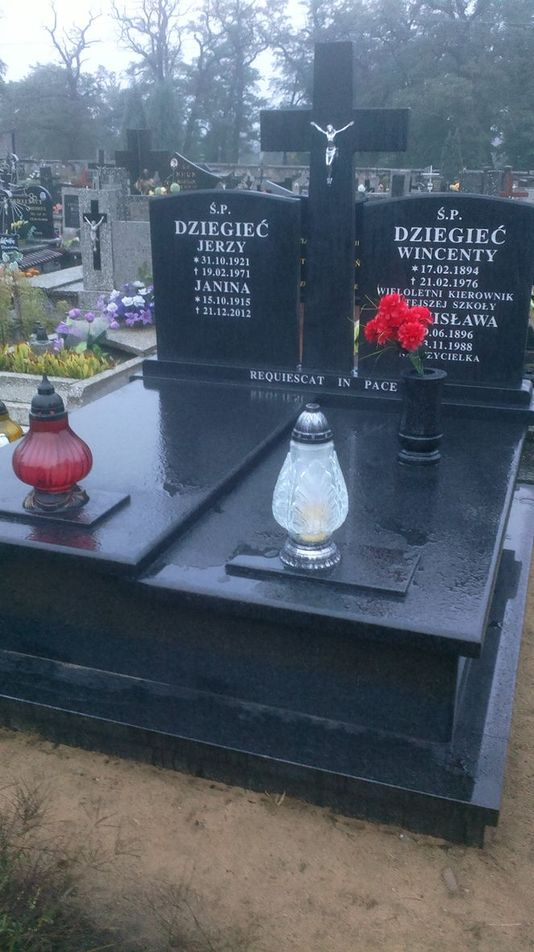
Grób Wincentego Dziegiecia i jego żony Stanisławy na Cmentarzu Parafialnym w Siemkowicach

Wincenty Dziegieć (ur. 17 lutego 1894 w Stobiecku Miejskim, zm. 21 lutego 1976 w Siemkowicach) – polski nauczyciel, społecznik, wieloletni kierownik szkoły w Siemkowicach.

## Życiorys
Urodził się w rodzinie o korzeniach tatarskich, syn Pawła rolnika, i Ewy z Ciupińskich. Uczył się od 1908 do 1910 roku i zakończył pełny kurs nauki w Piotrkowskiej Trzyklasowej Szkole Miejskiej. Rada Pedagogiczna Piotrkowskiego Męskiego Gimnazjum na posiedzeniu odbytym 27 maja 1911 postanowiła wydać świadectwo nadające mu prawo wstąpienia w szeregi uczniów aptekarskich miasta Piotrkowa. W 1914 roku ukończył dwuletni kurs pedagogiczny w Piotrkowie Trybunalskim, a 20 września 1915 roku otrzymał od władz austriackich w Noworadomsku nominację na nauczyciela w Dylowie Rządowym, gdzie po roku został przeniesiony do Siemkowic. 

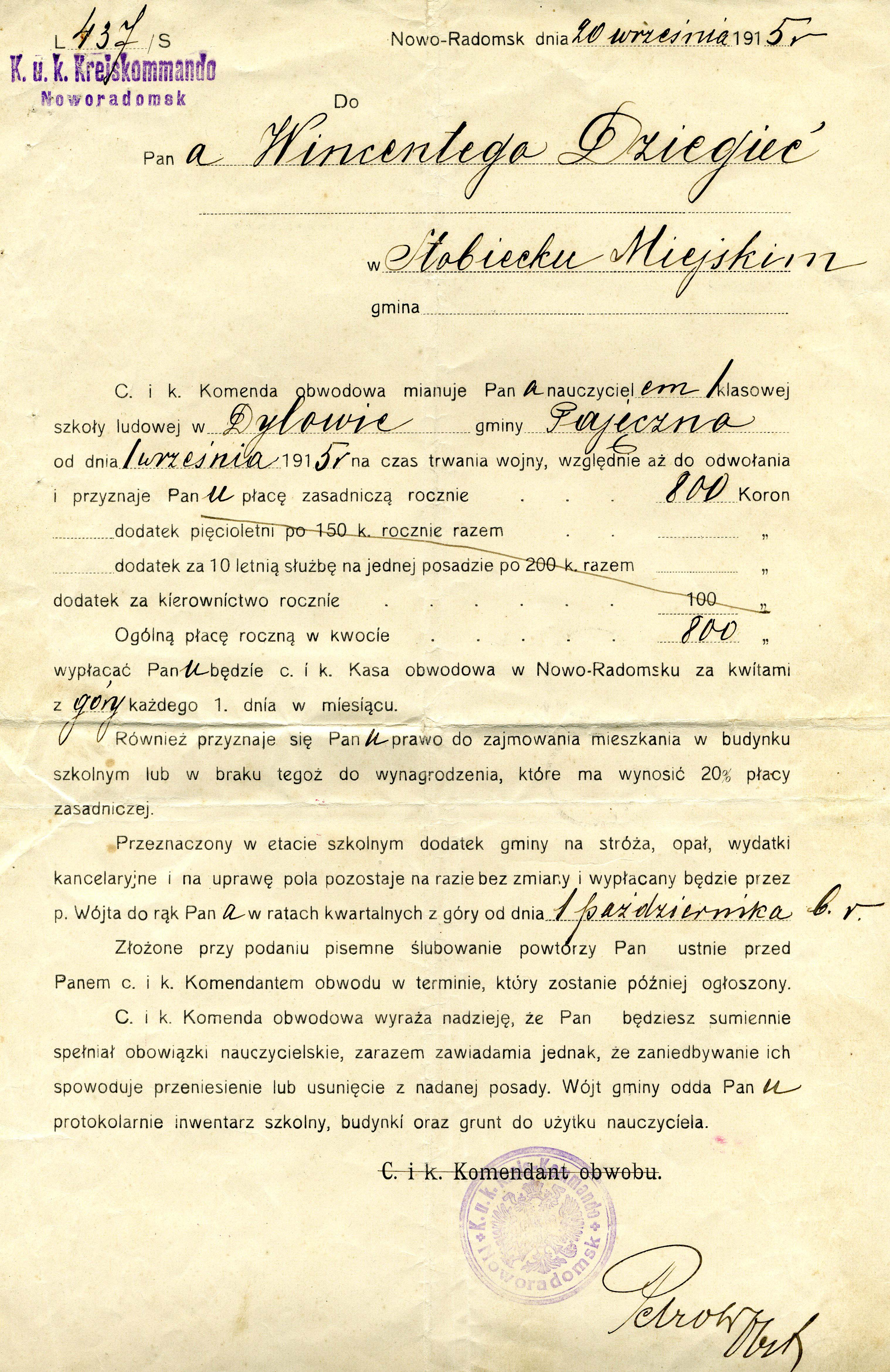
Mianowanie na nauczyciele Szkoły Podstawowej w Dylowie

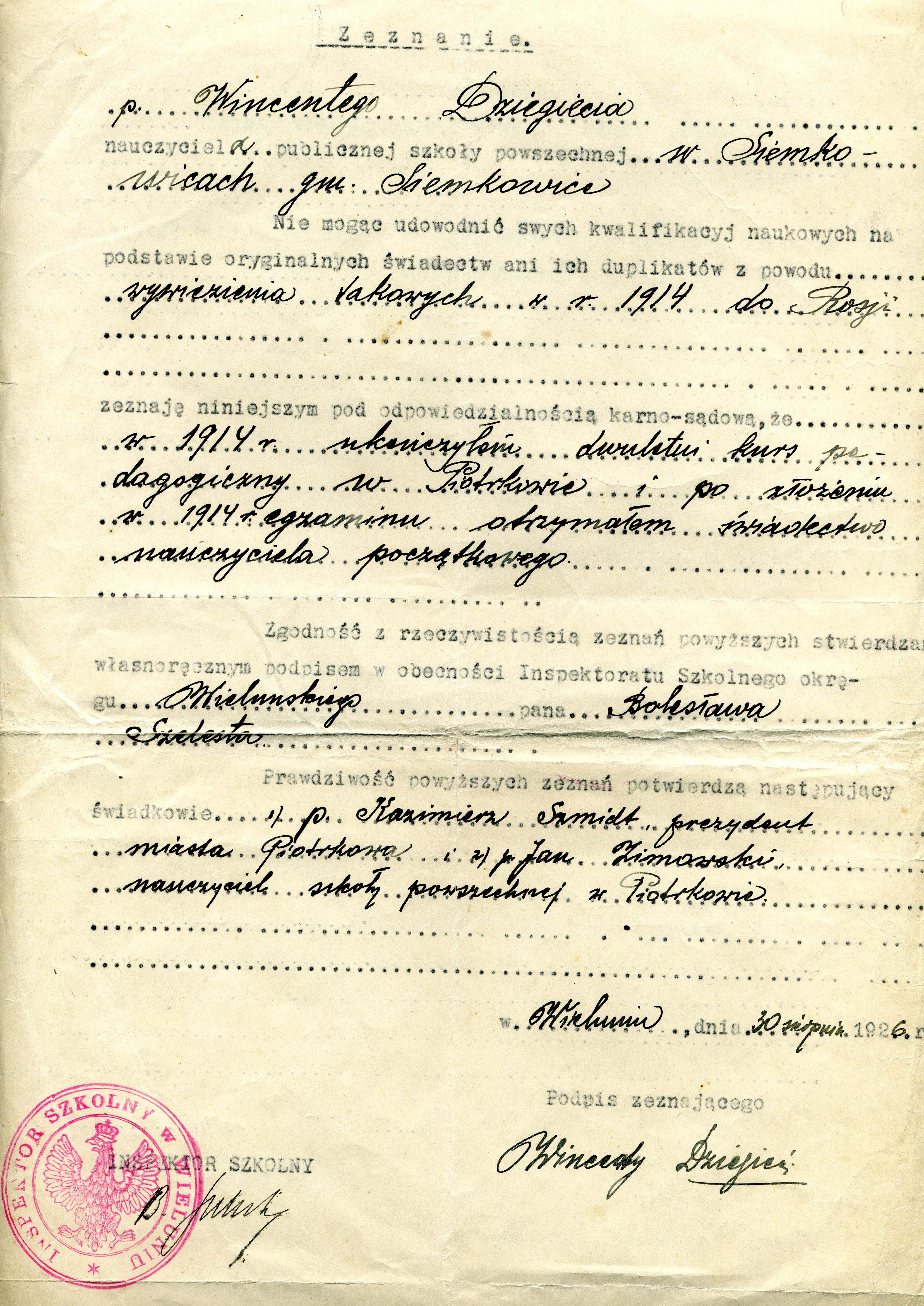
Zeznanie Wincentego Dziegiecia dot. wykształcenia

Od 23 lipca do 11 sierpnia 1923 roku odbył kurs humanistyczny w Koninie z wynikiem bardzo dobrym, a w roku 1926 zdał pierwszy Egzamin Nauczycielski, który zakończył wynikiem dobrym. W roku 1930 został przez Kuratorium Oświaty w Łodzi mianowany Kierownikiem Szkoły Podstawowej w Siemkowicach (w tym czasie czteroklasowa). W roku 1931 brał udział w Drugim Powszechnym Spisie Ludności jako Starszy Komisarz Spisowy w powiecie wieluńskim i otrzymał Odznakę „Za Ofiarną Pracę”. 

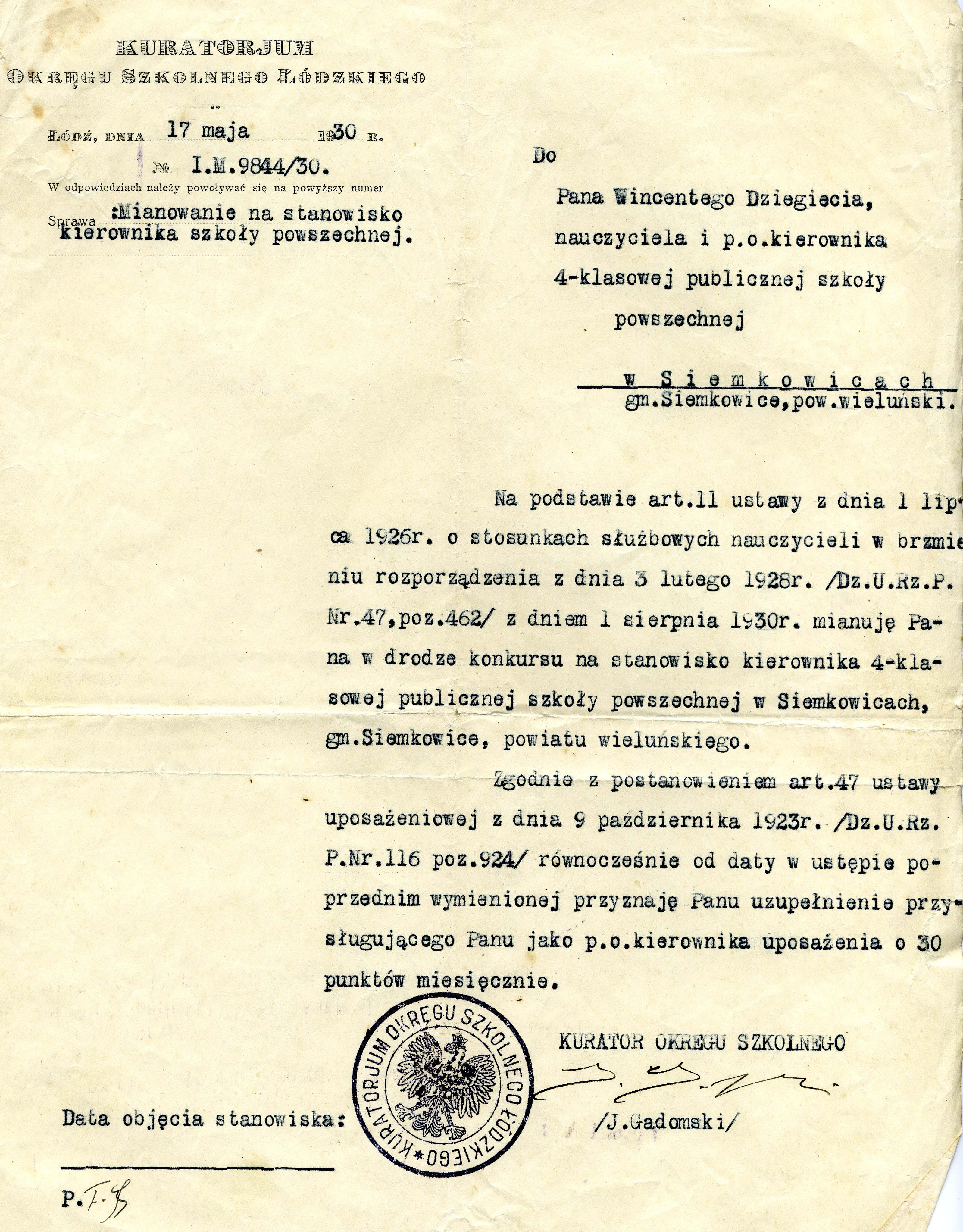
Mianowanie na stanowisko Kierownika Szkoły Powszechnej w Siemkowicach

10 września 1939 roku został aresztowany i wywieziony do obozu w Radogoszczy (Łódź), skąd został wypuszczony 13 stycznia 1940 roku. Do 1941 pracował na swym gospodarstwie w Siemkowicach, skąd został wysiedlony przez Niemców, zamieszkał wtedy w Beresiach Małych i do czasu wkroczenia Armii Czerwonej pracował jako przedstawiciel węglowy w Kiełczygłowie. 8 lutego 1945 roku rozpoczął znów pracę w szkole w Siemkowicach.
Udzielał się społecznie różnych organizacjach: min. ochotniczej straży pożarnej,Kółku Rolniczym, organizował bibliotekę, audycje radiowe, zakładał koła zainteresowań. Od 1 września 1960 do 15 maja 1961 roku pracował w Szkole Przysposobienia Rolniczego w Siemkowicach. 1 października 1969 roku został mianowany na stanowisko Powiatowego Instruktora Ogniska Metodycznego z języka rosyjskiego.
Został pochowany na cmentarzu w Siemkowicach.

## Rodzina
Poślubił 28 lipca 1920 roku, kościele parafialnym św. Marcina w Siemkowicach, Stanisławę Wróblewską, miał dwoje dzieci: Marię Ewę ur. 1923 i Jerzego ur. 1921.
Był kuzynem Leonarda Sanikowskiego-Dziegiecia, polskiego duchownego katolickiego, redemptorysty, zamordowanego przez Niemców, w drugim dniu rzezi Woli, 6 sierpnia 1944 roku. Jego bratanicą była Elżbieta Dziegieć polski geograf, specjalista geografii turyzmu, profesor Uniwersytetu Łódzkiego, kierownik Zakładu Geografii Turyzmu (1991–2009), wiceprzewodnicząca Komisji Dyscyplinarnej dla Studentów UŁ (1996–1999), członek Rady Wydawniczej UŁ (1996–2008), kierownik Podyplomowego Studium Turystyki Uniwersytetu Łódzkiego (1980–1992).

## Wywód genealogiczny
| 4. Wincenty Dziegieć   |  |                               |  |  |                      |
|                        |  | 2. Paweł Dziegieć (1868-1936) |  |  |                      |
| 5. Małgorzata Kuśmierz |  |                               |  |  |                      |
|                        |  |                               |  |  | 1. Wincenty Dziegieć |
| 6. Walenty Ciupiński   |  |                               |  |  |                      |
|                        |  | 3. Ewa Ciupińska (1873–1950)  |  |  |                      |
| 7. Kunegunda Małek     |  |                               |  |  |                      |
|                        |  |                               |  |  |                      |

## Odznaczenia
23 stycznia 1929 roku otrzymał Medalu Dziesięciolecia Odzyskanej Niepodległości. W 1938 roku po 20 latach pracy otrzymał srebrny Medal za Długoletnią Służbę, 22 lipca 1957 roku otrzymał Srebrny Krzyż Zasługi. 19 maja 1968 roku otrzymał dyplom uznania za zasługi położone dla rozwoju Ochotniczej Straży Pożarnej w Siemkowicach, a 26 stycznia 1969 roku otrzymał Złoty Medal Zasługi dla Pożarnictwa.

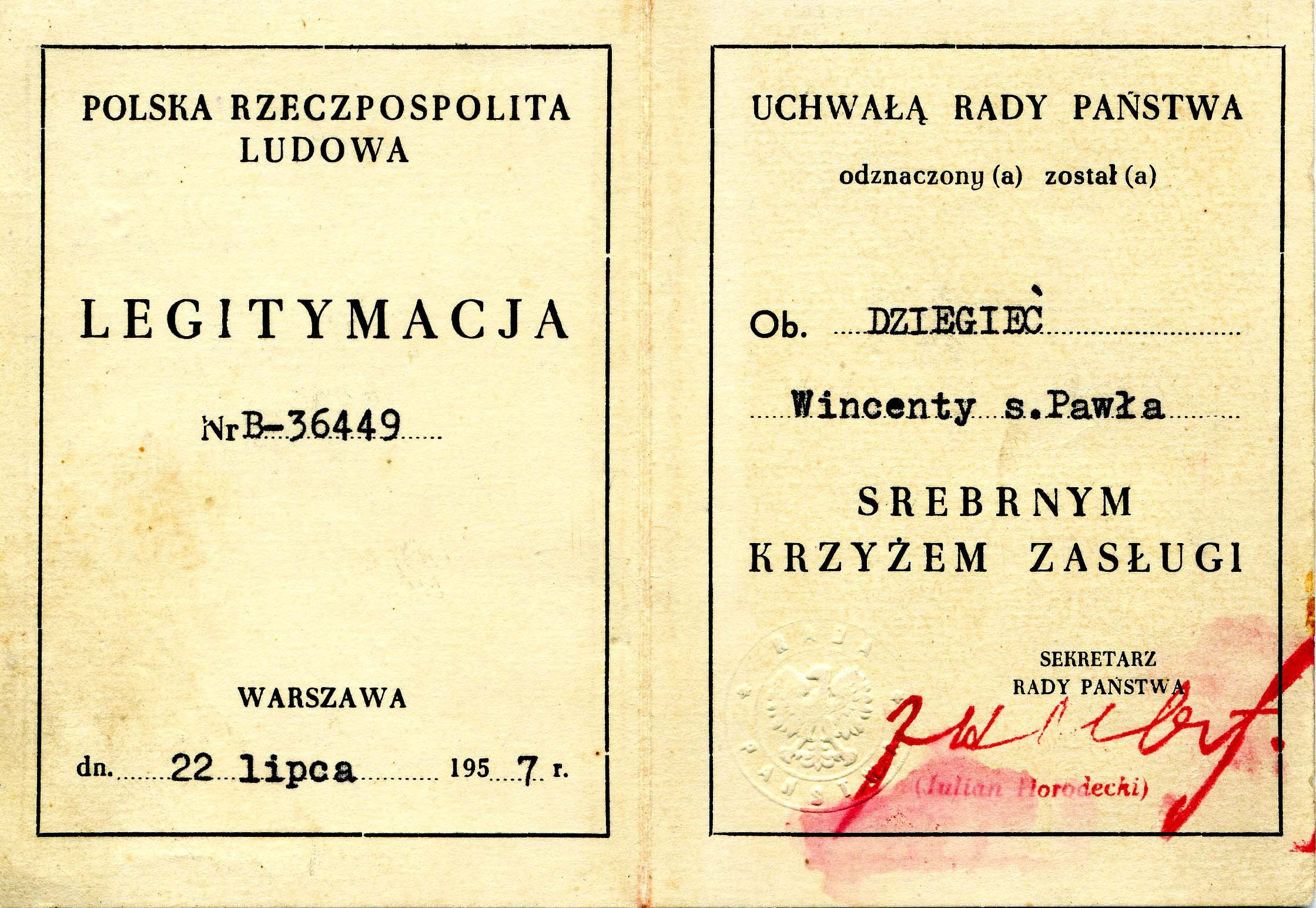
Legitymacja oznaczeniem Srebrnym Krzyżem Zasługi.

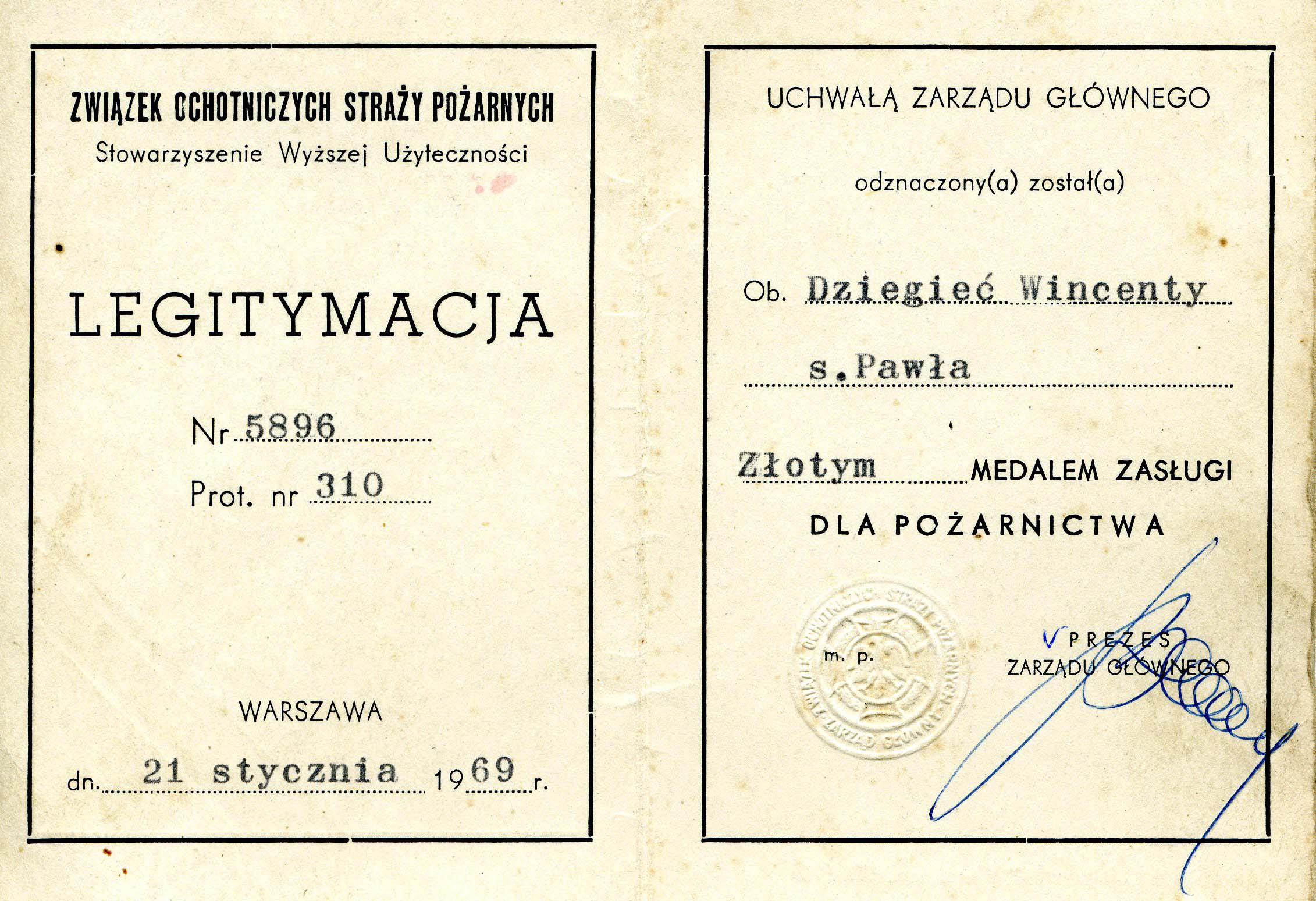
Legitymacja odznaczenia Złotym Medalem dla Pożarnictwa.

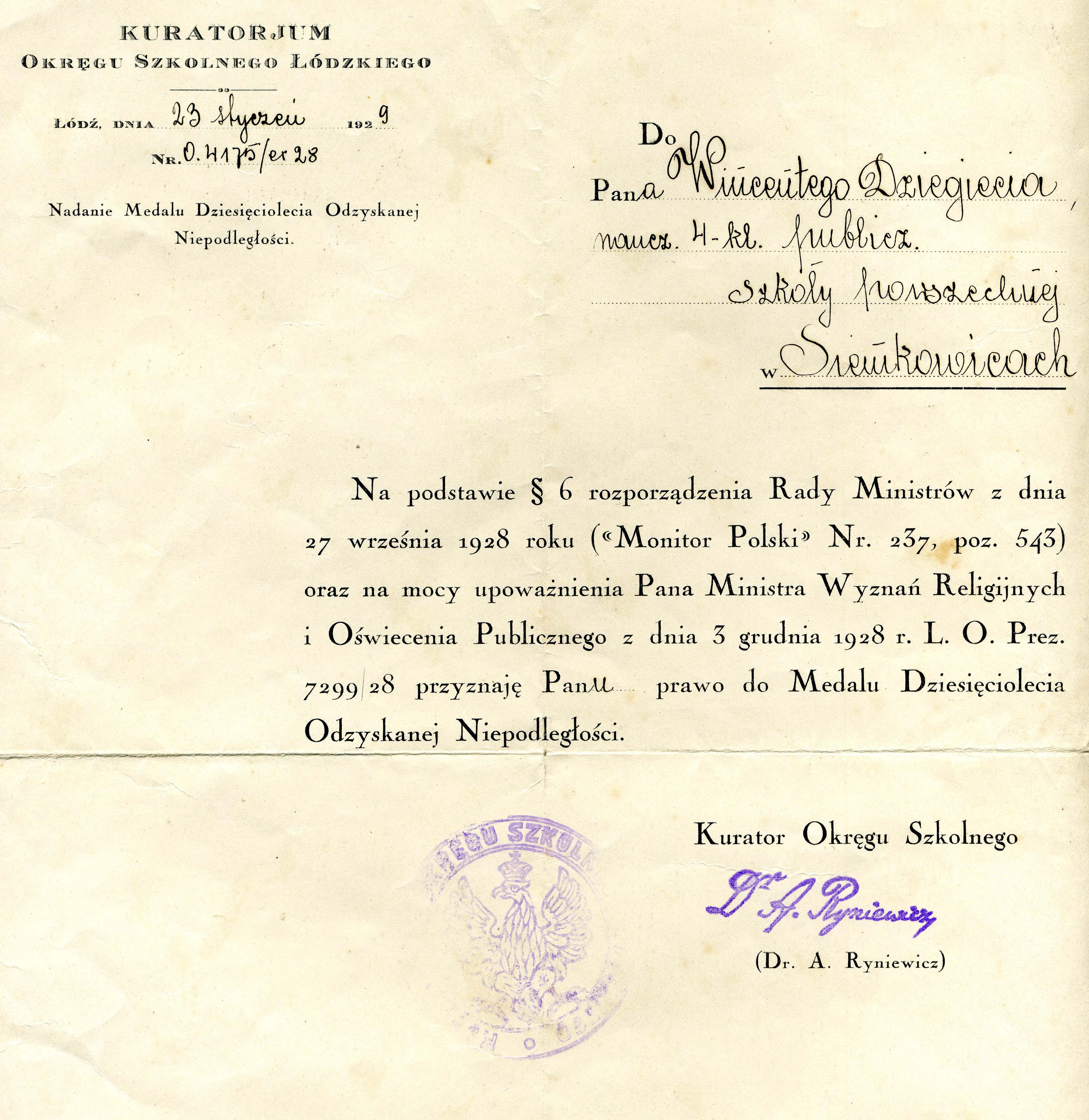
Nadanie medalu Dziesięciolecia Odzyskania Niepodległości.

Za wybitne zasługi dla gminy Siemkowice, uchwałą nr XXIII/61/82 Gminnej Rady Narodowej z dnia 8 września 1982 roku, została nazwana ulica Wincentego i Stanisławy Dziegieciów.